# Caudiers de Conflent
Caudiers de Conflent o Cauders de Conflent (forma catalana restituïda) ([kəwði'ezdəkuɱ'flen], popularment [kuði'es], oficialment i en francès Caudiès-de-Conflent) és un municipi de les Garrotxes de Conflent, sotscomarca del Conflent, a la Catalunya del Nord.

## Etimologia
Segons l'Onomasticon Cataloniae de Joan Coromines, el nom Cauders prové del llatí, passant per les formes Calders, Cauders i Caudies, i faria referència a unes properes aigües termals. Un estudiós local,Jean Tosti, però, ho rebutja, argumentant l'absència de fonts termals a la rodalia, i atribuint l'origen al mateix mot llatí caldarius, en el sentit de «caldera», en referència a la geografia del poble, com es dona en el cas del poble de Calders del Moianès.

## Geografia

### Localització i característiques generals del terme

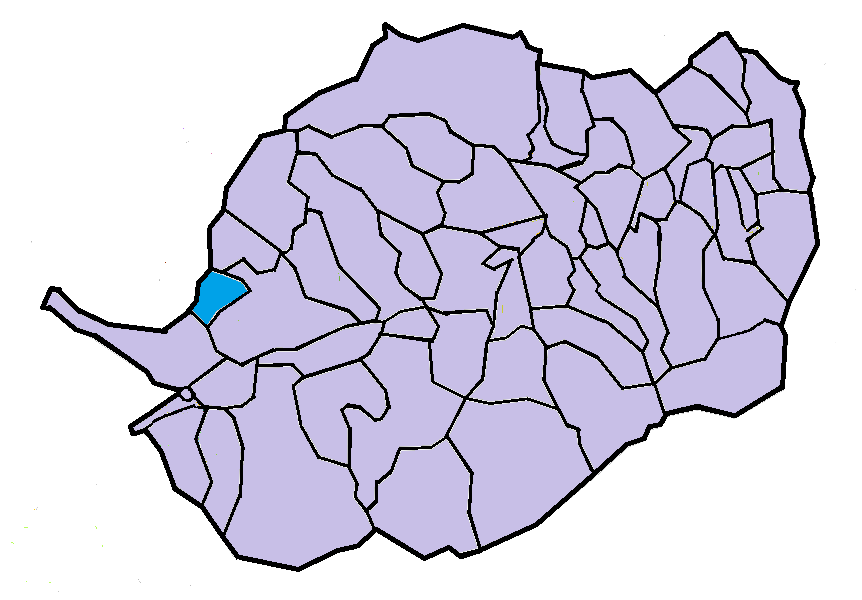
Situació de la comuna de Caudiers de Conflent a la seva comarca

El terme comunal de Caudiers de Conflent, de 99.700 hectàrees d'extensió és situat a l'extrem nord-oest de la comarca, a la part alta de la vall de la Ribera de Cabrils, afluent indirecte de la Tet per l'esquerra. És quasi a l'extrem oest de la comarca, al límit amb el Capcir. Amb 18 habitants, Caudiers de Conflent és la microvila més petita dels Països Catalans.
Caudiers de Conflent cobreix de forma gairebé íntegra, l'alta vall del Rec de Caudiers, que neix a les muntanyes que separen el Conflent del Capcir, a ponent, i davalla cap a llevant, travessant tot el terme, entrant en el de Ralleu, que també travessa de sud-oest a nord-oest, i s'aboca en la Ribera de Cabrils al límit dels termes de Ralleu i d'Orellà. Emmarquen aquesta vall pel nord i oest muntanyes força altes, mentre que baixen notablement al sud-oest i sud. En efecte, el punt més elevat del terme és la carena que separa les comunes de Caudiers de Conflent i de Ralleu, que arriba als 2.048 metres. Des d'aquest punt, cap a ponent s'estén una carena que passa pel Roc de les Comes, de 2.010,8 m alt, i va baixant per la carena cap al Pic de la Socarrada i després cap al nord del poble de Caudiers de Conflent i a prop seu, a llevant, travessa la llera del Rec de Caudiers a 1.609,4 metres d'altitud. Des del mateix punt inicial, la carena davalla cap a ponent i de seguida cap al sud-oest cap als 1.898,6 m alt del Coll del Torn; tot seguit davalla pel Serrat del Caputxet, on hi ha el Puig del Caputxet, de 2.008,4 m alt, cap al Coll del Dormidor, a 1.941,1 m alt, passant pel Dormidor, de 2.033,1 m alt, i fins al Pic de Castilló, de 1.952,8 m alt.
En el darrer punt comença el termenal sud de la vall del Rec de Caudiers, que fa de límit amb la Llaguna, que és notablement menys elevat que els anteriors. Segueix una carena secundària fins al Coll de la Jaguinta, de 1.881,8 m alt, i aviat arriba seguint el Serrat de la Coma de l'Egua fins al triterme amb la Llaguna i Aiguatèbia i Talau, al Roc del Solà de la Llaguna, a 1.918,7 m alt. Ara cap al nord-est, el límit de la vall va baixant progressivament pel Coll del Comall, a 1.892,4, el Puig de la Socarrada d'en Felip, a 1.906,7, i el Puig de les Tres Corones, de 1.957,4. Sempre cap al nord-est, continua carena avall cap al sud del poble de Caudiers de Conflent, en el vessant nord-oest del Serrat dels Cabanats, a 1.683,2 m alt, des d'on gira cap al nord i baixa fins a la llera del Rec de Caudiers, als 1.609,4 metres d'altitud abans esmentats. És justament aquest lloc el punt més baix de la comuna. El poble de Caudiers de Conflent és a 1.636,9 m alt.
Ralleu forma part del Parc Natural Regional dels Pirineus Catalans. Dins del terme hi ha part del Bosc Estatal del Camí Ramader, al nord-oest, el Bosc Estatal de Coma de l'Egua, al sud i el Bosc Comunal de Caudiers de Conflent repartit en dos sectors, al centre i al sud-est del terme.
Termes municipals limítrofs:
| Matamala (Capcir) |  | Ralleu             |
|                   |  | Aiguatèbia i Talau |
| La Llaguna        |  |                    |

### El poble de Caudiers de Conflent

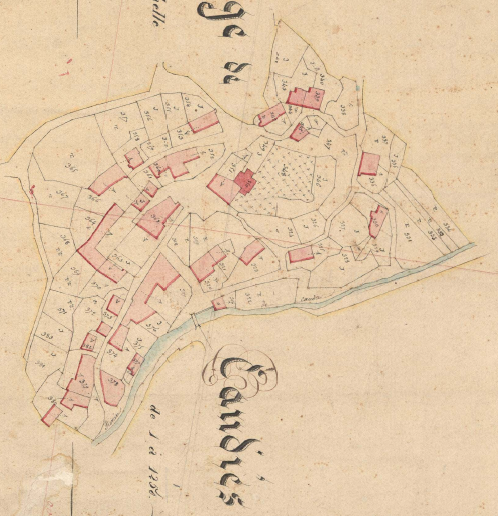
Caudiers de Conflent en el Cadastre napoleònic del 1812 (Arxius Departamentals dels Pirineus Orientals)

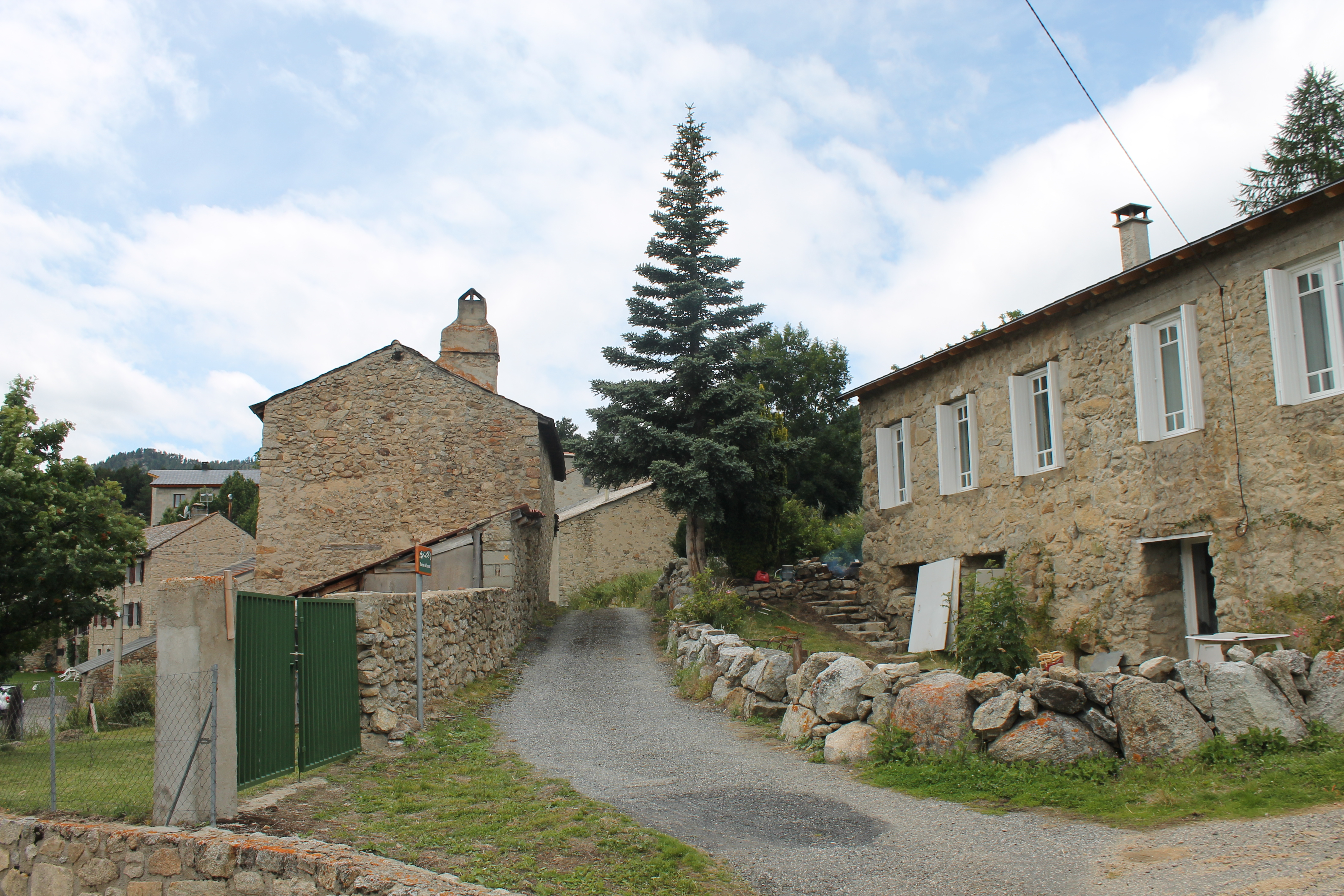
El carrer del Vell Molí

El poble de Caudiers de Conflent està situat a l'extrem oriental del terme, majoritàriament a l'esquerra del Rec o Ribera de Caudiers, amb l'església de Sant Martí al centre, poc abans que aquest riu abandoni el terme comunal per a entrar en el d'Aiguatèbia i Talau. Es troba a 1.626 m d'altitud, la qual cosa significa que és un dels dels més alts de la comarca del Conflent i de la Catalunya del Nord.
Tanmateix, algunes de les cases són a la dreta del riu. És un poble petit i no del tot agrupat; les cases estan una mica separades les unes de les altres, al llarg dels tres carrers principals. Al nord del nucli hi ha el Barri de la Cantonada.

### Els masos del terme
Les úniques construccions aïllades del terme, no gaire allunyades del poble, són els antics molins i una serradora. Els antics molins, alguns ja en ruïnes, són Cal Moliner, el Molí, o Molí d'en Ros, el Molí, també, o Molí de Crulles, el Molí del Noi, i la Serra del Ferrer.

### Hidrònims
El Rec de Caudiers és l'eix vertebrador del sistema de cursos d'aigua del terme. No n'hi ha gaires, i tots són afluents seus; el Rec de la Gleva i el Rec de la Coma de l'Egua en són els formants. A part d'aquests cursos d'aigua cal destacar l'Estany de Caudiers, la Font de la Gleva, la Font del Dormidor i la Font del Sènyer. També hi ha el Rentador, que és una font, i la Capella o Capelleta, que és un antic abeurador de bestiar.

### Orònims
Els noms de lloc específics o que indiquen formes de relleu es poden classificar en bagues, com el Bac; boscs, com el Bosc Comunal de Caudiers, un tram del Bosc Estatal del Camí Ramader i el Bosc Estatal de Coma de l'Egua; colls, com el Coll de la Jaguinta, el Coll del Comall, el Coll del Dormidor i el Coll del Torn; comes, com la Coma de l'Egua, la Coma de la Iglesi i la Coma dels Tolls; muntanyes, com el Dormidor, o Puig del Dormidor, o de la Tallada, el Puig o Pic de Castilló, el Pic o Puig de les Tres Corones, el Puig de la Socarrada, el Puig de la Socarrada d'en Felip, el Puig de Caputxet; roques, com el Roc de les Comes i Roc de Robert; serres i serrats, com el Serrat de la Coma de l'Egua, el Serrat del Caputxet, el Serrat del Feix, abans, d'en Feix, el Serrat dels Cabanats i el Serrat de Picó, i solanes, com la Solana.

### El terme comunal
Les partides i indrets del terme de Caudiers de Conflent són les Bosigues, les Cabanasses, el Camí Ramader, el Camp del Castell, el Camp Gros, el Camp Magre, la Closa, la Font de l'Aram, la Font del Dormidor, Fontfreda, els Garrigars, la Gleva, l'Hort del Capellà, els Hortets, la Jaça, la Mollera Rodona, el Pas de la Lloba, el Picó, Roca d'Arca, la Roca del Castell, o el Castell, la Socarrada i Vora del Rec. Alguns són senyals termenals, com la Creu del Pic de les Tres Corones, la Creu del Puig de la Socarrada d'en Felip, la Creu del Roc de les Comes, la Creu del Caputxet, la Creu d'en Roig, el Piló del Coll del Torn, el Roc, Roc de Fontfreda, Roc del Cim del Dormidor, Roc del Coll de Pica Bastard, Roc del Solà de la Llaguna, Roc de Pic de Castilló,

## Transports i comunicacions
Caudiers de Conflent està tan mal comunicat com tots els altres pobles petits de la comarca, oimés, en aquest cas, pel fet de trobar-se al capdamunt d'una vall muntanyosa.

### Carreteres
Una sola carretera travessa el terme de Caudiers de Conflent. Es tracta de la D - 4f (D - 4, a Ralleu - Caudiers de Conflent), que permet arribar fins a aquest poble. Aquesta carretera només trepitja, i breument, l'extrem oriental del terme comunal.

### Transport públic col·lectiu
El poble de Caudiers de Conflent només disposes del TAD (Transport à la demande), com tots els altres pobles petits del Conflent.

### Els camins del terme
Els camins interiors del terme de Caudiers de Conflent són el Camí de Clavera, o de la Creu, el de Coma de l'Egua, el de la Font de l'Aram, el del Pas del Llop, el Camí Ramader de Coma de l'Egua i la Pista Forestal de Coma de l'Egua. Entre els camins que enllacen amb els pobles i termes veïns hi ha el Camí dels Angles, el de Madres, el de Vilanova, o de Ralleu, o de la Creu, el Camí Vell dels Angles, la Carrerada d'Aiguatèbia, la Ruta d'Aiguatèbia i la de Ralleu.

## Activitats econòmiques
La principal activitat econòmica del poble de Caudiers de Conflent ha estat sempre relacionada amb l'explotació del bosc, actualment gestionada per un organisme estatal i, per tant, des de fora del poble, i amb la ramaderia, a partir de les pastures, principal bé agrícola de Caudiers de Conflent. Aquestes pastures són ara gestionades per associació de ramaders del Conflent i la Cerdanya.

## Història

### Edat mitjana
Tot i que el lloc de Caudiers de Conflent és documentat des del 1130 (honor de Calders), la primera menció d'una fortificació al poble és de l'any 1217, quan hom esmenta la forcia in honore de Calders. Cinquanta anys més tard, el 1268, ja es parla de castell: castrum seu forciam de Calders. En el període comprès entre 1232-1239, el lloc hauria estat sota el poder del noble i militar càtar Chabèrt de Barbaira, que havia estat recompensat amb terres al Rosselló i la Fenolleda pel rei Jaume I de Catalunya. Al darrer quart del segle xiv era en mans de Morer de Serrat quan el 1381, l'infant Joan II d'Aragó en concedí l'alta senyoria a Berenguer d'Oms.

### Edat Moderna
Les revoltes dels hugonots que sotraguejaren França al segle xvi (massacre del dia de Sant Bartomeu, 1562), van portar a la Catalunya del Nord un clima de gran inseguretat, amb partides de revoltats que assolaren el país i, de resultes, el castell i el poble foren destruïts en una data indeterminada. No fou fins al 1683 que sobre les ruïnes de la fortificació s'hi bastí la nova església de Sant Martí de Caudiers.

## Demografia

### Demografia antiga
La població està expressada en nombre de focs (f) o d'habitants (h)
| 8 f | 112 h | 112 h | 23 f |

(Fonts: Pélissier, 1986.)

### Demografia contemporània
| Evolució de la població |      |      |      |      |      |      |      |      |
| 1793                    | 1800 | 1806 | 1821 | 1831 | 1836 | 1841 | 1846 | 1851 |
| 175                     | 138  | 143  | 168  | 159  | 153  | 143  | 115  | 137  |

| 1856 | 1861 | 1866 | 1872 | 1876 | 1881 | 1886 | 1891 | 1896 |
| ---- | ---- | ---- | ---- | ---- | ---- | ---- | ---- | ---- |
| 164  | 163  | 203  | 202  | 207  | 135  | 148  | 140  | 120  |

| 1901 | 1906 | 1911 | 1921 | 1926 | 1931 | 1936 | 1946 | 1954 |
| ---- | ---- | ---- | ---- | ---- | ---- | ---- | ---- | ---- |
| 119  | 134  | 113  | 88   | 85   | 78   | 69   | 44   | 22   |

| 1962 | 1968 | 1975 | 1982 | 1990 | 1999 | 2006 | 2007 | 2008 |
| ---- | ---- | ---- | ---- | ---- | ---- | ---- | ---- | ---- |
| 8    | 5    | 6    | 2    | 2    | 6    | 11   | 12   | 13   |

| 2013 | 2015 |
| ---- | ---- |
| 16   | 18   |

Fonts: Ldh/EHESS/Cassini fins al 1999, després INSEE a partir deL 2004

### Evolució de la població

Població 1962-2008

## Administració i política

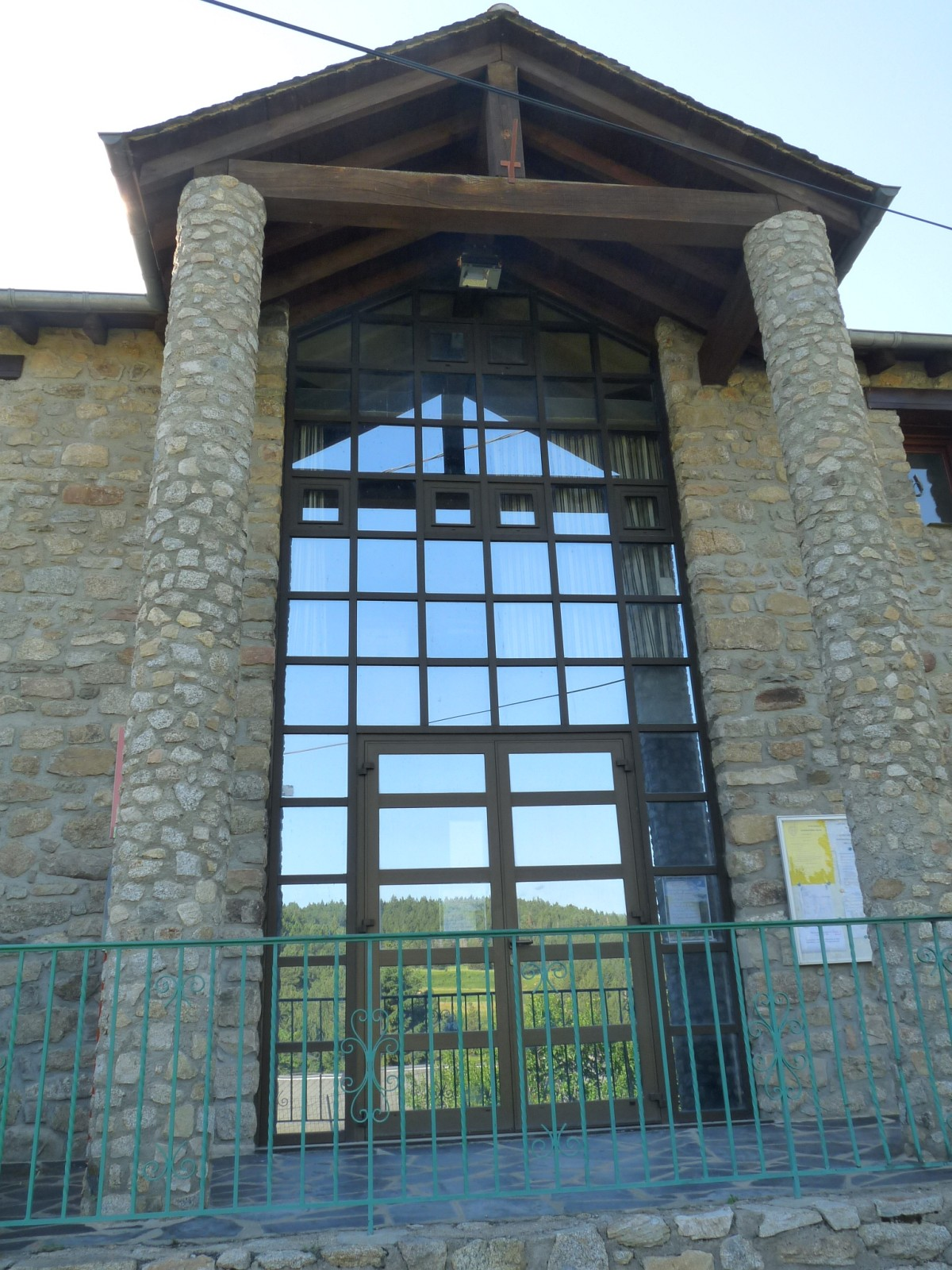
La Casa del Comú de Caudiers de Conflent

### Batlles
| Alcalde            | Període              |
| ------------------ | -------------------- |
| Henri Naudeillo    | 1983 - 1989          |
|                    |                      |
| Henri Crouilles    | 1995 - 2005          |
| Robert Joulia      | 2005 - 2014          |
| Muriel Valdelièvre | 2014 - Moment actual |

### Legislatura 2014 - 2020

#### Batlle
- Muriel Valdelièvre.

#### Adjunts al batlle[14]
- Nicolas Cussac.

#### Consellers municipals
- Anne-Laure Agostini
- Frédéric Bes
- Christophe Canal
- Christian Cubells
- Josiane Grimplet.

### Adscripció cantonal

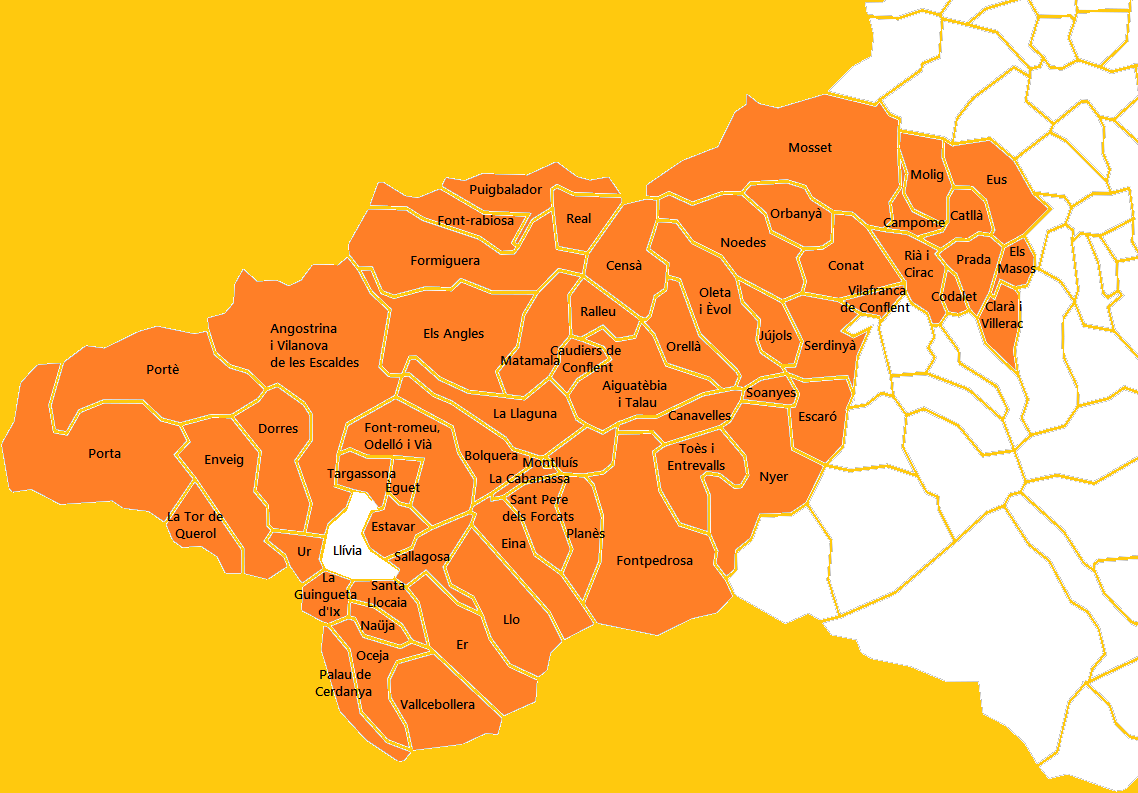
Mapa del Cantó dels Pirineus Catalans

A les eleccions cantonals del 2015 Caudiers de Conflent ha estat inclòs en el cantó número 13, dels Pirineus Catalans, que inclou els pobles d'Angostrina i Vilanova de les Escaldes, Bolquera, Dorres, Èguet, Eina, Enveig, Er, Estavar, Font-romeu, Odelló i Vià, la Guingueta d'Ix, Llo, Naüja, Oceja, Palau de Cerdanya, Porta, Portè, Sallagosa, Santa Llocaia, Targasona, la Tor de Querol, Ur i Vallcebollera, de la comarca de l'Alta Cerdanya, els Angles, Font-rabiosa, Formiguera, Matamala, Puigbalador i Ral, de la del Capcir, i les viles de Montlluís, Prada i Vilafranca de Conflent i els pobles d'Aiguatèbia i Talau, la Cabanassa, Campome, Canavelles, Catllà, Caudiers de Conflent, Censà, Clarà i Villerac, Codalet, Conat, Escaró, Eus, Fontpedrosa, Jújols, la Llaguna, Els Masos, Molig, Mosset, Noedes, Nyer, Oleta i Èvol, Orbanyà, Orellà, Planès, Ralleu, Rià i Cirac, Sant Pere dels Forcats, Sautó, Serdinyà, Soanyes i Toès i Entrevalls, de la del Conflent, amb capitalitat a Prada. Són conselleres per aquest cantó Jean Castex i Hélène Josende, de la Unió de la Dreta.

### Serveis comunals mancomunats
Caudiers de Conflent forma part de la Comunitat de comunes dels Pirineus Catalans, amb capitalitat a la Llaguna, juntament amb Aiguatèbia i Talau, els Angles, Bolquera, la Cabanassa, Censà, Eina, Font-romeu, Odelló i Vià, Font-rabiosa, Formiguera, la Llaguna, Matamala, Montlluís, Planès, Puigbalador, Ralleu, Real, Sant Pere dels Forcats i Sautó.

## Ensenyament i Cultura
Com la majoria de pobles petits de la seva comarca, Caudiers de Conflent no té actualment escola pròpia. Els seus infants van preferentment a les escoles dels Angles, Formiguera o Matamala, principalment, els seus adolescents i joves, per a secundària als col·legis de Prada i Font-romeu, i per al batxillerat als liceus dels mateixos llocs anteriors.

## Patrimoni

### Llocs d'interès
- L'església de Sant Martí de Caudiers
- Antic Castell de Caudiers, totalment desaparegut